# 小行星17959
小行星17959（17959 Camierickson）是一颗绕太阳运转的小行星，为主小行星带小行星。该小行星于1999年5月10日发现。

## 轨道参数
小行星17959的轨道半长轴为2.7384124 UA，离心率为0.121。